# Mil Máscaras
Aaron Rodriguez Arrelano (* 15. Juli 1942 in San Luis Potosí, Mexiko) bekannt als Mil Máscaras ist ein ehemaliger Wrestler und Schauspieler.

## Karriere
Rodriguez’ Karriere begann im April 1965 in Guadalajara. Sein Markenzeichen wurden seine vielen Masken, die ihm den Spitznamen The Man of the Thousand Masks einbrachten.
Sein erster Titelgewinn war 1967 der Mexican National Light Heavyweight Titel, den er zwar einige Monate später bereits wieder verlor, jedoch schon 1968 wiedergewann.
Weiterhin konnte Rodriguez zwischen 1968 und 1971 viermal den NWA American Titel halten sowie dreimal den NWA American Tag-Team Titel. Schließlich gewann er 1976 den ALL World Heavyweight Titel und den IWA World Heavyweight Titel.
Seine Titelgewinne, sowie sein Können im Ring halfen ihm, sich als internationaler Superstar des Wrestling zu etablieren und als Inspirationsquelle für viele spätere High-Flyer zu fungieren.
Er fehdete mit den besten Wrestlern seiner Zeit, darunter Superstar Billy Graham, Harley Race, Ivan Koloff, Dory Funk Jr. und „The Destroyer“ Dick Beyer. Seinen letzten Titel gewann er schließlich 1991, wurde WWA World Heavyweight Champion und hielt diesen Titel bis 1994.
Nach seiner Karriere wurde Rodriguez 2001 Mitglied der Southern California Pro-Wrestling Hall of Fame. Auch in der World Wrestling Federation war er im Royal Rumble 1997 noch einmal zu sehen.
Bei den Aufzeichnungen zu SmackDown am 16. Oktober 2011 wurde er als erstes Mitglied der WWE Hall of Fame für das Jahr 2012 bekanntgegeben und am 31. März 2012 eingeführt.

## Wissenswertes
- Neben seiner Wrestlingkarriere war Rodriguez auch als Schauspieler tätig und drehte ab 1968 mehr als 30 Lucha-Filme in Mexiko (z. B. Los campeones justicieros), bei denen er immer seine Masken trug.

- Bruder der Wrestler Dos Caras und El Sicodelico, zudem Onkel des zweimaligen WWE Champions Alberto Del Rio.

- Erster Mexikaner, der im New Yorker Madison Square Garden mit Maske antreten durfte. (1972)